# Pohela Boishakh

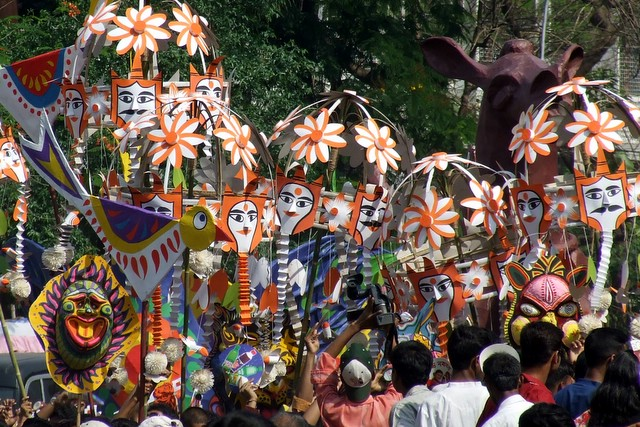
Pohela Boishakh

Pohela Boishakh (bengalski: নববর্ষ, Nôbobôrsho) lub Pôhela Boishakh (পহেলা বৈশাখ, Pôhela Boishakh lub পয়লা বৈশাখ, Pôela Boishakh) – pierwszy dzień w kalendarzu bengalskim, przypadający 14 kwietnia. Obchodzony w Bangladeszu, a także stanie Bengal Zachodni w Indiach i wśród ludności bengalskiej w innych stanach Indii, np. Asam, Tripura, Orisa i Jharkhand.
Dzień ten jest świętem narodowym w Bangladeszu.
W języku benglaskim Pohela oznacza pierwszy. Baisakh jest pierwszym miesiącem w kalendarzu bengalskim.

## Historia
Początki kalendarza bengalskiego przypisuje się królowi Shoshangko, władcy starożytnego Bengalu, który panował w latach 590 do 625 naszej ery. Za początek ery bengalskiej uznaje się poniedziałek 12 kwietnia 594 roku według kalendarza juliańskiego oraz poniedziałek 14 kwietnia 594 roku według proleptycznego kalendarza gregoriańskiego. Kalendarz bengalski wywodzi się z hinduskiego kalendarza słonecznego, który bazuje na Surja Siddhanta.

## Bengalski nowy rok obchodzony w innych krajach

### Wielka Brytania
Na terenie Wielkiej Brytanii obchody Pohela Boishakh przyjmują formę festiwalu ulicznego. Jest to największy festiwal azjatycki w Europie oraz największy festiwal kultury bengalskiej poza Bangladeszem i stanem West Bengal w Indiach.